# Catugnatos
Catugnatos era un cabdill dels al·lòbroges que va dirigir una revolta contra Roma l'any 61 aC, i va derrotar a Manli Lentí, legat de Gai Pomptí (el pretor de la província), i hauria destruït tot l'exèrcit romà si una violenta tempesta no ho hagués impedit oportunament.
Més tard Catugnatos i els seus homes van ser rodejats per Gai Pomptí prop de Solonium, qui els va fer presoners, excepte a Catugnatos qui sembla que va escapar, segons diuen Dió Cassi i Titus Livi.